# Gunship (gruppo musicale)
 I Gunship sono una band synthwave britannica formata nel 2014 da Dan Haigh e Alex Westaway e successivamente raggiunta dal batterista Alex Gingell.

## Storia
Dopo che l'altro progetto musicale di Alex Westaway e Dan Haigh, Fightstar, è andato in pausa nel 2010, Westaway e Haigh hanno deciso di concentrarsi su altre iniziative musicali, inclusa la formazione dei Gunship. Sono raggiunti dal loro collaboratore di lunga data e amico intimo, Alex Gingell. Il loro album di debutto, omonimo Gunship, è stato pubblicato nel 2015 con recensioni positive.
Il loro seguito, Dark All Day, è stato rilasciato il 5 ottobre 2018.
Nel 2019 i Gunship sono apparsi nel film documentario The Rise of the Synths che ha esplorato le origini e la crescita del genere Synthwave. Westaway, Haigh e Gingell sono apparsi insieme a vari altri compositori della scena, tra cui John Carpenter che ha anche recitato e narrato il film.

## Equipaggiamento
I Gunship hanno una vasta collezione di sintetizzatori tra cui Juno 106, DSI Prophet 12, DSI Prophet 6, MOOG Minimoog, MOOG Mother 32 e varie unità Oberheim.

## Collaborazioni

### GUNSHIP
Il primo album di Gunship prevedeva collaborazioni con:
- Lou Hayter (New Young Pony Club, Tomorrows World)
- Carpenter Brut (musicista francese)
- Charlie Simpson ( Fightstar, Busted )
- Martin Grech
- Stella Le Page è apparso in "Fly For Your Life"[4]

### Dark All Day
Il secondo album di Gunship prevedeva collaborazioni con:
- Tim Cappello ( The Lost Boys )
- Richard K. Morgan (Autore - Altered Carbon )
- Kat Von D
- Wil Wheaton
- Indiana
- Stella Le Page è stata protagonista di 'Art3mis & Parzival'
- Una Healy

### The Video Game Champion (singolo)
Il singolo prevedeva una collaborazione con il chitarrista * Thomas McRocklin

## Formazione
- Alex Westaway - voce, multi-strumenti
- Dan Haigh - multi-strumenti
- Alex Gingell - multi-strumenti

## Discografia
Album in studio
- Gunship (2015)
- Dark All Day (2018)
- Unicorn (2023)

## Remix
I seguenti artisti hanno remixato le canzoni dei Gunship:
- Carpenter Brut (Tech Noir)
- Makeup and Vanity Set (Black Sun on the Horizon)
- Miami Nights 1984 (Revel In Your Time)